# Distretto di Tha Maka
Il distretto di Tha Maka (in thailandese: ท่ามะกา) è un distretto (amphoe) della Thailandia, situato nella provincia di Kanchanaburi.